# Alternanthera flosculosa
Alternanthera flosculosa är en amarantväxtart som beskrevs av John Thomas Howell. Alternanthera flosculosa ingår i släktet alternanter, och familjen amarantväxter. Inga underarter finns listade i Catalogue of Life.